# E11 (Verenigde Arabische Emiraten)
De E11 is een nationale weg in de Verenigde Arabische Emiraten. De weg loopt van de grens met Saoedi-Arabië in het westen, via Abu Dhabi, Dubai en Ras al-Khaimah naar de grens met Oman in het oosten. Met een lengte van 558 kilometer is de E11 de langste weg van de Verenigde Arabische Emiraten.
Tussen de grens met Saoedi-Arabië en Sharjah is de weg onderdeel van de Mashreq-weg M5, de internationale weg langs de westkust van de Perzische Golf. 

## Namen
In de steden heeft de E11 naast een nummer ook een naam. In Abu Dhabi heet de weg de Sheikh Maktoum Road, in Dubai de Sheikh Zayed Road, naar Zayid bin Sultan al Nuhayyan, en in Ras al-Khaimah de Sheikh Muhammed bin Salem Road. 
E10 · 
E11 · 
E18 · 
E22 · 
E33 · 
E44 · 
E55 · 
E66 · 
E77 · 
E87 · 
E88 · 
E89 · 
E95 · 
E99 · 
E311 · 
E611